# Hotel Modrá hvězda (Praha)
Hotel Modrá hvězda (německy Hotel Blauer Stern) byl rozsáhlý třítraktový klasicistní hotelový dům, který stál na rohu ulic Hybernská a Na příkopě, nedaleko pozdějšího Náměstí Republiky, na Novém Městě, 110 00 Praha 1. Od 18. století až do svého zániku se řadil k nejznámějším a nejluxusnějším hotelům ve městě. Po dlouhou dobu patřil pražské rodině Kafkových. Budova byla stržena roku 1931 v rámci výstavby nové funkcionalistické budovy Živnobanky, která se později stala hlavním sídlem České národní banky.

## Historie

### Vznik
Hostinec fungoval na místě hotelu nejpozději od 18. století. Od roku 1771 jej vlastnila rodina Kafků, kolem roku 1830 byl majitelem Franz Kafka.  (Nejedná se o rodinu spisovatele Franze Kafky, která v tomto období pobývala v Oseku u Strakonic. )

### Přestavba

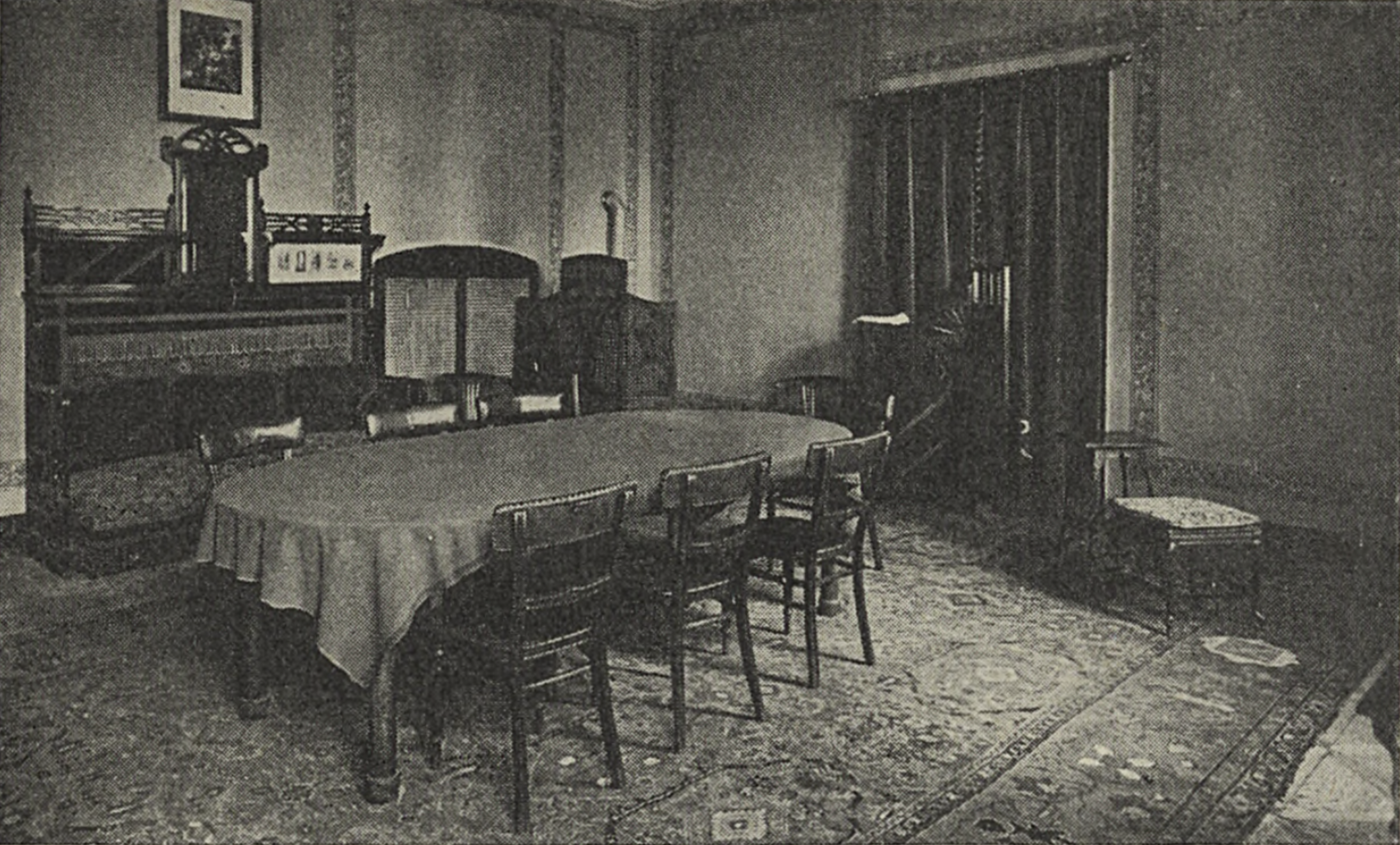
Hotelový pokoj, kde byl 23. srpna 1866 podepsán tzv. Pražský mír (časopis Světozor, 1941)

V letech 1844 až 1846 proběhla přestavba a novostavba v pozdně klasicistním stylu podle plánů pražského architekta Franze Wolfa. Od té doby se hotel řadil k jedněm z nejluxusnějších v Praze. Obecným hovorovým jazykem zde byla především němčina. Mezi hosty byli příslušníci panovnických rodů jako francouzská císařovna Evženie či pruský král Vilém I. a jeho kancléř Otto von Bismarck. Ti zde také zorganizovali podepsání s rakouskými představiteli v červenci 1866 tzv. pražský mír, který ukončil, především v Čechách zuřící, prusko-rakouskou válku. Dalšími hosty byli mj. skladatelé Hector Berlioz, Frédéric Chopin, Richard Wagner a Gustav Mahler, spisovatelé Fjodor Dostojevskij a Theodor Fontane, malíř Carl Spitzweg či Felice Bauer, která se později stala snoubenkou Franze Kafky. Po roce 1900 byl majitelem hotelu A. Seltmann.  

### Demolice

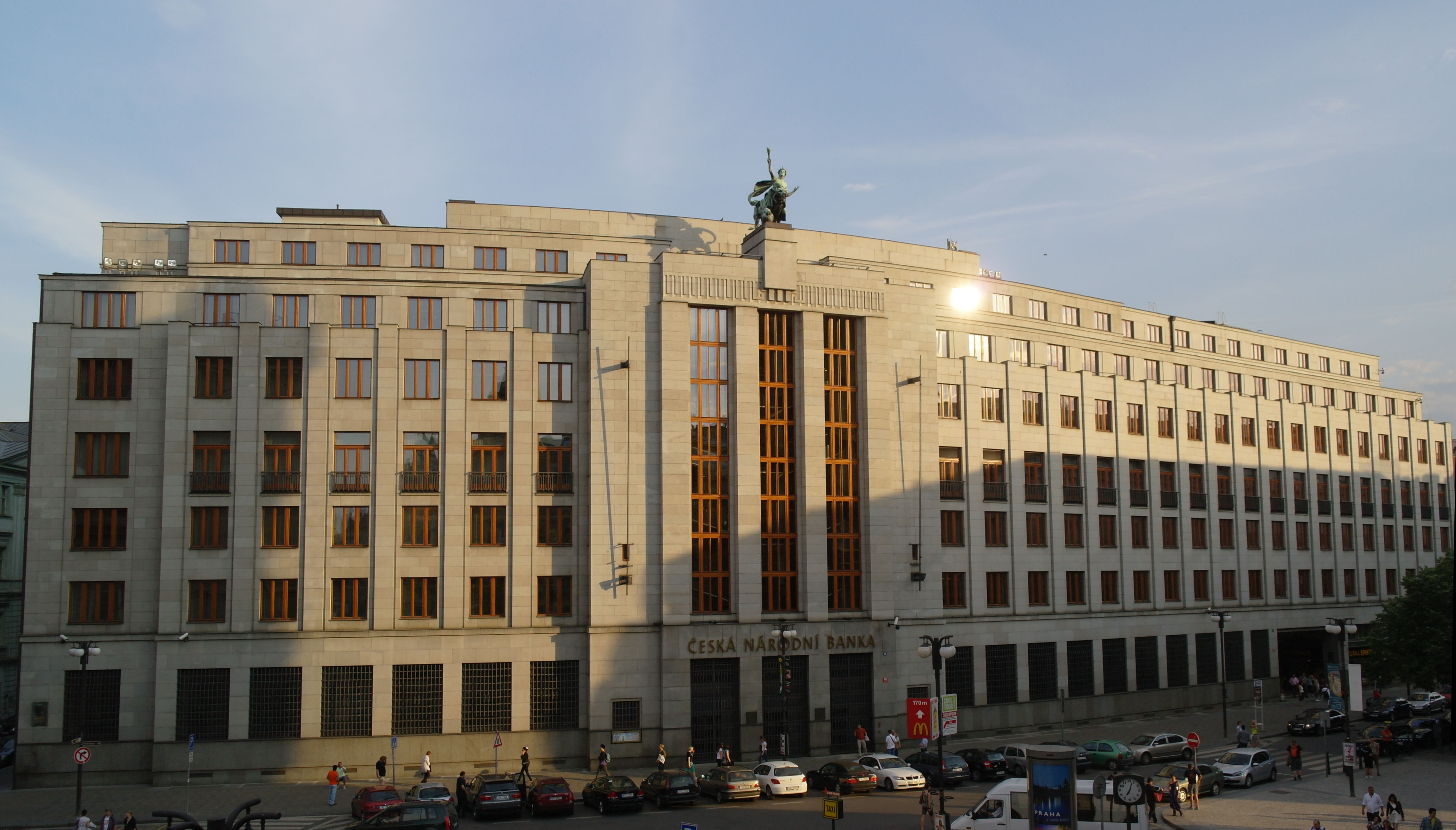
Třetí budova Živnostenské banky, Na Příkopě 24-28; postavena 1935-1941, dnes ČNB

V roce 1926 budovu koupila Živnostenská banka a v roce 1931 byla zbořena. Roku 1934 pak došlo k demolici budov hotelu U černého koně a starého paláce Živnostenské banky, na uvolněných parcelách byla pak v letech 1935–1941 postavena nová funkcionalistická budova Živnobanky, pozdější sídlo České národní banky.

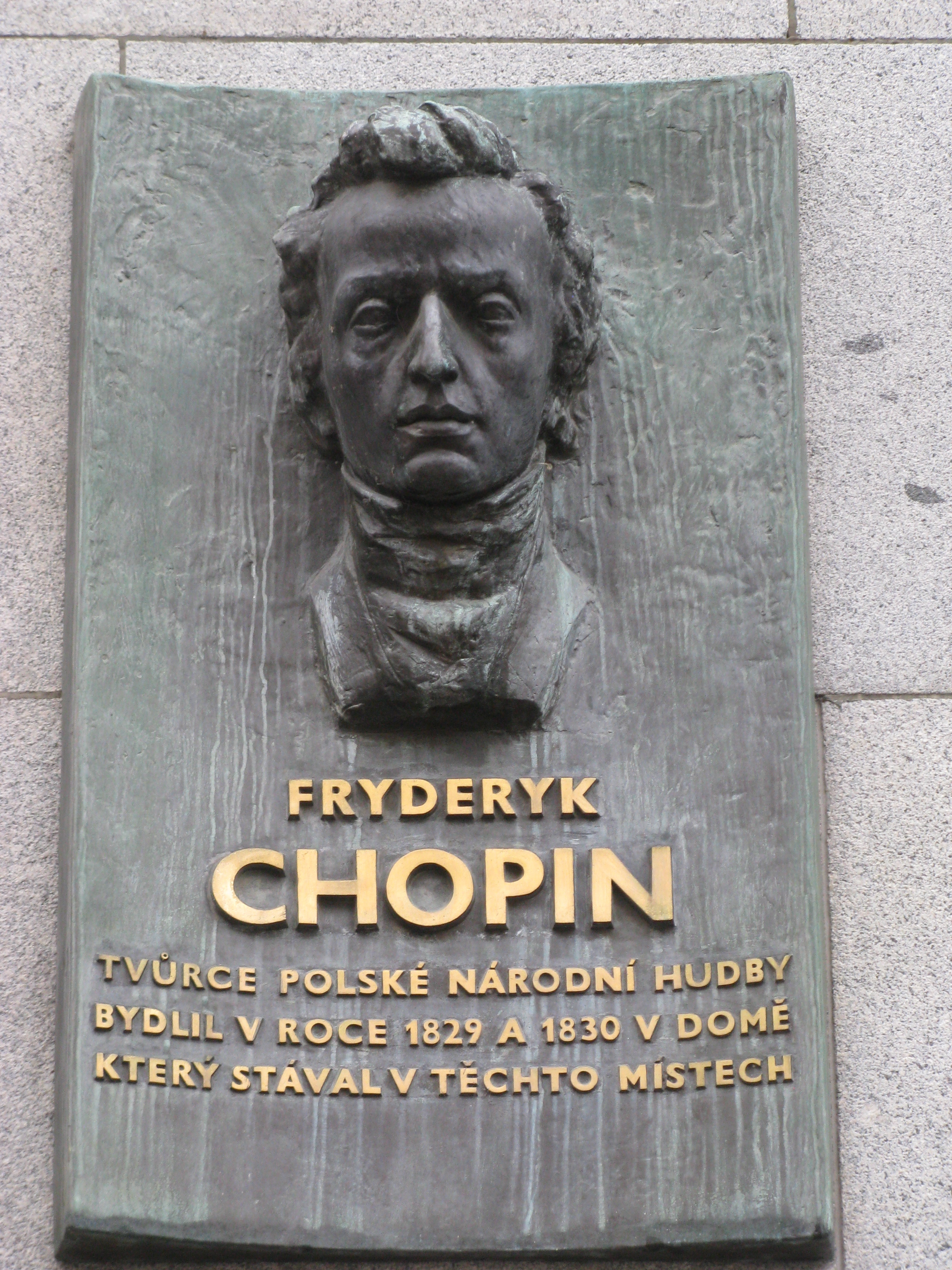
Pamětní deska Chopinova pobytu na zdi budovy ČNB

### Památka
Tehdy již neexistující hotel je součástí zápletky české filmové komedie Hotel Modrá hvězda z roku 1941, tedy z doby německé okupace Čech, Moravy a Slezska.
Na budově ČNB byla umístěna pamětní deska upozorňující na pobyt Fréderica Chopina v hotelech U černého koně a Modrá hvězda v letech 1829 a 1830.